# Хотов, Мурат Ансарбиевич
Мура́т Ансарби́евич Хо́тов (2 июня 1987) — российский футболист, полузащитник клуба «Днепр» (Смоленск).

## Карьера
Начинал играть в родном ФК «Смоленск». После того как эта команда потеряла профессиональный статус, Хотов перешёл в курский «Авангард». В 2010 году футболист вернулся в Смоленск. В составе «Днепра» он был одним из лидеров команды. Был признан лучшим полузащитником Второго дивизиона. Вскоре Хотов перешёл в «Петротрест», с которым вышел в ФНЛ. Также в 2012 году проходил просмотр в «Крыльях Советов», но трудоустроится там не сумел. Во время просмотра хавбек травмировался и отправился на лечение в Германию. После реабилитации вернулся в «Петротрест», за который следующем сезоне провёл всего 9 игр в ФНЛ. В декабре 2012 года покинул «Петротрест».
В феврале 2013 года перешел в новополоцкий «Нафтан». Быстро зарекомендовал себя в основном составе как фланговый (обычно правый) полузащитник. Однако свой первый гол за «Нафтан» забил лишь 2 ноября 2013 года в ворота брестского «Динамо».
В сезоне 2014 года оставался основным правым полузащитником клуба из Новополоцка. 26 сентября 2014 года забил гол, который помог «Нафтану» сыграть вничью (2:2) с БАТЭ. В феврале 2015 года продлил контракт с «Нафтаном» на один сезон. Сезон 2015 года начал на позиции правого полузащитника, а летом перешел на позицию левого защитника.
В декабре 2015 года стало известно, что Мурат не будет играть за «Нафтан» в сезоне 2016 года. В феврале 2016 года приехал на просмотр в «Витебск», но не подошёл тренерскому штабу, и позже стал футболистом могилевского «Днепра», с которым подписал контракт в апреле. Главный тренер могилёвцев Александр Седнёв стал использовать Хотова в качестве атакующего полузащитника, в результате чего Мурат с 19 голами стал лучшим бомбардиром Первой лиги, и помог команде вернуться в элитный дивизион.
В начале 2017 года пытался трудоустроиться в России, но в итоге в феврале продлил контракт с могилёвским клубом. Продолжал стабильно играть в основе, в первой половине сезона-2017 забил четыре гола. В июле 2017 года «Днепр» расторг контракт с полузащитником по соглашению сторон.
Вскоре после ухода из могилевского клуба перешёл в «Слуцк». Быстро зарекомендовал себя в основе, но в октябре получил травму и вернулся на поле только в ноябре. Сезон 2018 года для Хотова начался в основном составе, позже вышел на замену, а в сентябре вернулся в основной состав. В декабре 2018 года продлил контракт со «Слуцком». Сезон 2019 года начал в резерве, в апреле начал выходить в основном составе, но в июне получил травму, из-за которой выбыл до конца сезона. В декабре 2019 года по соглашению сторон расторг контракт со «Слуцком». 
В феврале 2020 года стал игроком «Гомеля». Из-за травм мало выходил на поле, в основном на замену в конце матча. В январе 2021 года стало известно, что полузащитник покинул гомельский клуб после истечения контракта.
В феврале 2021 года подписал контракт с могилёвским «Днепром». В январе 2022 года покинул клуб.
В мае 2022 года было объявлено о возвращении Мурата Хотова в смоленский «Днепр», который после возрождения выступает в Чемпионате Смоленской области.

## Достижения
- Победитель зоны «Центр» Второго дивизиона: 2009
- Победитель зоны «Запад» Второго дивизиона: 2011/12

### Личные
- Лучший бомбардир Первой лиги Белоруссии: 2016 (19 мячей)